# Associazione Sportiva Roma 2023-2024
Questa voce raccoglie le informazioni riguardanti l'Associazione Sportiva Roma nelle competizioni ufficiali della stagione 2023-2024.

## Stagione
Quella del 2023-2024 è la 95ª stagione nel torneo di massima serie italiano, la 72ª consecutiva in Serie A. La stagione si apre con la conferma di José Mourinho in panchina,  ma l’inizio non è dei migliori: pareggia 2-2 con la Salernitana e perde 2-1 sia contro il Verona che contro il Milan, facendo iniziare la stagione con 1 solo punto in 3 partite. Dopo la sonora sconfitta per 4-1 subita dal neo promosso Genoa, ad ottobre la squadra inizia a inanellare una serie di risultati positivi. A dicembre si qualifica agli ottavi di Europa League da seconda del girone, e si qualifica ai quarti di finale di Coppa Italia eliminando la Cremonese vincendo 2-1. Nonostante la vittoria contro il Napoli per 2-0 che la avvicina alle posizioni valide per la qualificazione in Champions League, tra dicembre e gennaio inizia una crisi profonda per la Roma, che perde contro Bologna, Juventus e Lazio in Coppa Italia. Il 16 gennaio 2024, dopo la sconfitta per 3-1 contro il Milan a San Siro e con la squadra scivolata al nono posto, Mourinho viene esonerato dalla società, e viene scelto come suo successore Daniele De Rossi, ex calciatore e capitano della squadra giallorossa. Il tecnico romano riuscirà a traghettare la Roma al sesto posto finale che vale la qualificazione in Europa League ed a condurre la squadra fino in semifinale della suddetta competizione, dopo aver eliminato il Milan, fermati soltanto dal Bayer Leverkusen.

## Divise e sponsor
Lo sponsor tecnico è Adidas, il main sponsor è Riyadh Season mentre il back sponsor è Auberge Resorts.
| Casa | Trasferta | Terza divisa | 1ª portiere |

## Organigramma societario
Di seguito l'organigramma societario.
Area direttiva
- Presidente: Dan Friedkin
- Vicepresidente esecutivo: Ryan Friedkin
- Amministratore Delegato: Lina Souloukou
- Consiglieri: Marc Watts, Eric Williamson
- General Manager: Tiago Pinto (fino al 4 febbraio)
- Chief Executive Officer: Lina Souloukou
- Direttore Sportivo: Mauro Leo

Area tecnica
- Allenatore: fino al 16 gennaio José Mourinho[1], dal 16 gennaio Daniele De Rossi[2]
- Allenatore in seconda: fino al 16 gennaio Salvatore Foti[1], dal 16 gennaio Guillermo Giacomazzi
- Assistente tecnico: fino al 16 gennaio Giovanni Cerra[1], dal 16 gennaio Emanuele Mancini
- Match analyst: fino al 16 gennaio Michele Salzarulo[1], dal 16 gennaio Francesco Checcucci
- Preparatore dei portieri: fino al 16 gennaio Nuno Santos[1], dal 16 gennaio Simone Farelli
- Preparatori atletici: fino al 16 gennaio Manrico Ferrari, Carlos Lalín, Stefano Rapetti[1], dal 16 gennaio Gianni Brignardello

## Rosa
Di seguito la rosa (numerazione aggiornate al 31 gennaio 2024).
| N. |                           | Ruolo | Calciatore                       |
| -- | ------------------------- | ----- | -------------------------------- |
| 1  | Portogallo (bandiera)     | P     | Rui Patrício                     |
| 2  | Paesi Bassi (bandiera)    | D     | Rick Karsdorp                    |
| 3  | Spagna (bandiera)         | D     | Dean Huijsen                     |
| 4  | Italia (bandiera)         | C     | Bryan Cristante                  |
| 5  | Costa d'Avorio (bandiera) | D     | Evan N'Dicka                     |
| 6  | Inghilterra (bandiera)    | D     | Chris Smalling                   |
| 7  | Italia (bandiera)         | C     | Lorenzo Pellegrini (capitano)    |
| 9  | Inghilterra (bandiera)    | A     | Tammy Abraham                    |
| 11 | Italia (bandiera)         | A     | Andrea Belotti                   |
| 14 | Spagna (bandiera)         | D     | Diego Llorente                   |
| 16 | Argentina (bandiera)      | C     | Leandro Paredes                  |
| 17 | Iran (bandiera)           | A     | Sardar Azmoun                    |
| 18 | Norvegia (bandiera)       | A     | Ola Solbakken                    |
| 19 | Turchia (bandiera)        | D     | Zeki Çelik                       |
| 20 | Portogallo (bandiera)     | C     | Renato Sanches                   |
| 21 | Argentina (bandiera)      | A     | Paulo Dybala                     |
| 22 | Algeria (bandiera)        | C     | Houssem Aouar                    |
| 23 | Italia (bandiera)         | D     | Gianluca Mancini (vice capitano) |

| N. |                       | Ruolo | Calciatore          |
| -- | --------------------- | ----- | ------------------- |
| 24 | Albania (bandiera)    | D     | Marash Kumbulla     |
| 35 | Italia (bandiera)     | A     | Tommaso Baldanzi    |
| 37 | Italia (bandiera)     | D     | Leonardo Spinazzola |
| 43 | Danimarca (bandiera)  | D     | Rasmus Kristensen   |
| 52 | Italia (bandiera)     | C     | Edoardo Bove        |
| 59 | Polonia (bandiera)    | C     | Nicola Zalewski     |
| 60 | Italia (bandiera)     | C     | Riccardo Pagano     |
| 61 | Italia (bandiera)     | C     | Niccolò Pisilli     |
| 63 | Italia (bandiera)     | P     | Pietro Boer         |
| 64 | Italia (bandiera)     | A     | Luigi Cherubini     |
| 66 | Italia (bandiera)     | C     | Mattia Mannini      |
| 67 | Portogallo (bandiera) | A     | João Costa          |
| 68 | Italia (bandiera)     | C     | Francesco D'Alessio |
| 69 | Spagna (bandiera)     | D     | Angeliño            |
| 72 | Slovenia (bandiera)   | D     | Lovro Golič         |
| 90 | Belgio (bandiera)     | A     | Romelu Lukaku       |
| 92 | Italia (bandiera)     | A     | Stephan El Shaarawy |
| 99 | Serbia (bandiera)     | P     | Mile Svilar         |

## Calciomercato

### Sessione estiva(dal 1/7 al 1/9)
| Acquisti         | Acquisti          | Acquisti            | Acquisti                         |
| R.               | Nome              | da                  | Modalità                         |
| ---------------- | ----------------- | ------------------- | -------------------------------- |
| D                | Evan N'Dicka      |                     | svincolato                       |
| D                | Rasmus Kristensen | Leeds Utd           | prestito                         |
| C                | Houssem Aouar     |                     | svincolato                       |
| C                | Leandro Paredes   | Paris Saint-Germain | definitivo (2,5 milioni €)       |
| C                | Renato Sanches    | Paris Saint-Germain | prestito con diritto di riscatto |
| A                | Sardar Azmoun     | Bayer Leverkusen    | prestito con diritto di riscatto |
| A                | Romelu Lukaku     | Chelsea             | prestito oneroso (5,8 milioni €) |
| Altre operazioni |                   |                     |                                  |
| R.               | Nome              | da                  | Modalità                         |
| D                | Bryan Reynolds    | Westerlo            | fine prestito                    |
| D                | Matías Viña       | Bournemouth         | fine prestito                    |
| C                | Gonzalo Villar    | Getafe              | fine prestito                    |
| A                | Eldor Shomurodov  | Spezia              | fine prestito                    |
| A                | Justin Kluivert   | Valencia            | fine prestito                    |
| A                | Carles Pérez      | Celta Vigo          | fine prestito                    |

| Cessioni         | Cessioni            | Cessioni            | Cessioni                         |
| R.               | Nome                | a                   | Modalità                         |
| ---------------- | ------------------- | ------------------- | -------------------------------- |
| D                | Roger Ibañez        | Al-Ahli             | definitivo (30 milioni €)        |
| C                | Georginio Wijnaldum | Paris Saint-Germain | fine prestito                    |
| C                | Mady Camara         | Olympiacos          | fine prestito                    |
| C                | Nemanja Matić       | Rennes              | definitivo (2,5 milioni €)       |
| A                | Ola Solbakken       | Olympiacos          | prestito con diritto di riscatto |
| Altre Operazioni |                     |                     |                                  |
| R.               | Nome                | a                   | Modalità                         |
| D                | William Bianda      |                     | svincolato                       |
| D                | Filippo Missori     | Sassuolo            | definitivo (2,5 milioni €)       |
| D                | Bryan Reynolds      | Westerlo            | definitivo (3,5 milioni €)       |
| D                | Matías Viña         | Sassuolo            | prestito con diritto di riscatto |
| C                | Ante Ćorić          |                     | svincolato                       |
| C                | Benjamin Tahirović  | Ajax                | definitivo (7,5 milioni €)       |
| C                | Ebrima Darboe       | LASK                | prestito                         |
| C                | Gonzalo Villar      | Granada             | definitivo (1,8 milioni €)       |
| C                | Giacomo Faticanti   | Lecce               | definitivo (1 milione €)         |
| A                | Cristian Volpato    | Sassuolo            | definitivo (7,5 milioni €)       |
| A                | Ruben Providence    | Hartberg            | definitivo (0,3 milioni €)       |
| A                | Justin Kluivert     | Bournemouth         | definitivo (11,2 milioni €)      |
| A                | Carles Pérez        | Celta Vigo          | definitivo (5,2 milioni €)       |
| A                | Eldor Shomurodov    | Cagliari            | prestito con diritto di riscatto |

### Sessione invernale(dal 2/1 al 1/2)
| Acquisti         | Acquisti         | Acquisti   | Acquisti                         |
| R.               | Nome             | da         | Modalità                         |
| ---------------- | ---------------- | ---------- | -------------------------------- |
| D                | Dean Huijsen     | Juventus   | prestito                         |
| D                | Angeliño         | RB Lipsia  | prestito con diritto di riscatto |
| A                | Tommaso Baldanzi | Empoli     | definitivo (10 milioni €)        |
| Altre operazioni |                  |            |                                  |
| R.               | Nome             | da         | Modalità                         |
| D                | Matías Viña      | Sassuolo   | fine prestito                    |
| C                | Ebrima Darboe    | LASK       | fine prestito                    |
| A                | Ola Solbakken    | Olympiacos | fine prestito                    |

| Cessioni         | Cessioni        | Cessioni   | Cessioni                   |
| R.               | Nome            | a          | Modalità                   |
| ---------------- | --------------- | ---------- | -------------------------- |
| D                | Marash Kumbulla | Sassuolo   | prestito                   |
| A                | Andrea Belotti  | Fiorentina | prestito                   |
| Altre operazioni |                 |            |                            |
| R.               | Nome            | a          | Modalità                   |
| D                | Matías Viña     | Flamengo   | definitivo (8,1 milioni €) |
| C                | Ebrima Darboe   | Sampdoria  | prestito                   |
| A                | Ola Solbakken   | Urawa Reds | prestito                   |

## Risultati

### Serie A

#### Girone di andata
| Arbitro: | Feliciani (Teramo) |

|                  |           |                   |
| Belotti 17’, 82’ | Marcatori | 36’, 49’ Candreva |

| Arbitro: | Doveri (Roma 1) |

|                      |           |           |
| Duda 4’ Ngonge 45+3’ | Marcatori | 56’ Aouar |

| Arbitro: | Rapuano (Rimini) |

|                  |           |                           |
| Spinazzola 90+2’ | Marcatori | 9’ (rig.) Giroud 48’ Leão |

| Arbitro: | Sacchi (Macerata) |

|                                                                                         |           |  |
| Dybala 2’ (rig.), 55’ Sanches 8’ Grassi 35’ (aut.) Cristante 80’ Lukaku 82’ Mancini 86’ | Marcatori |  |

| Arbitro: | Guida (Torre Annunziata) |

|            |           |            |
| Zapata 85’ | Marcatori | 68’ Lukaku |

| Arbitro: | Orsato (Schio) |

|                                                    |           |               |
| Guðmundsson 5’ Retegui 45’ Thorsby 74’ Messias 81’ | Marcatori | 22’ Cristante |

| Arbitro: | Marchetti (Ostia Lido) |

|                           |           |  |
| Lukaku 21’ Pellegrini 83’ | Marcatori |  |

| Arbitro: | Sozza (Seregno) |

|                   |           |                                       |
| Nández 86’ (rig.) | Marcatori | 19’ Aouar 20’, 59’ Lukaku 51’ Belotti |

| Arbitro: | Ayroldi (Molfetta) |

|                 |           |  |
| El Shaarawy 90’ | Marcatori |  |

| Arbitro: | Maresca (Napoli) |

|            |           |  |
| Thuram 81’ | Marcatori |  |

| Arbitro: | Colombo (Como) |

|                           |           |              |
| Azmoun 90+1’ Lukaku 90+4’ | Marcatori | 71’ Almqvist |

| Roma 12 novembre 2023, ore 18:00 CET 12ª giornata | Lazio           | 0 – 0 referto | Roma | Stadio Olimpico (63 000 spett.)\| Arbitro: \| Massa (Imperia) \| |
| Arbitro:                                          | Massa (Imperia) |               |      |                                                                  |

| Arbitro: | Massimi (Termoli) |

|                                        |           |             |
| Mancini 20’ Dybala 81’ El Shaarawy 90’ | Marcatori | 57’ Thauvin |

| Arbitro: | Marcenaro (Genova) |

|              |           |                                  |
| Henrique 25’ | Marcatori | 76’ (rig.) Dybala 82’ Kristensen |

| Arbitro: | Rapuano (Rimini) |

|           |           |                     |
| Lukaku 5’ | Marcatori | 66’ Martínez Quarta |

| Arbitro: | Guida (Torre Annunziata) |

|                                |           |  |
| Moro 37’ Kristensen 49’ (aut.) | Marcatori |  |

| Arbitro: | Colombo (Como) |

|                             |           |  |
| Pellegrini 76’ Lukaku 90+6’ | Marcatori |  |

| Arbitro: | Sozza (Seregno) |

|            |           |  |
| Rabiot 47’ | Marcatori |  |

| Arbitro: | Aureliano (Bologna) |

|                   |           |                |
| Dybala 39’ (rig.) | Marcatori | 8’ Koopmeiners |

#### Girone di ritorno
| Arbitro: | Guida (Torre Annunziata) |

|                                   |           |                    |
| Adli 11’ Giroud 56’ Hernández 84’ | Marcatori | 69’ (rig.) Paredes |

| Arbitro: | Sacchi (Macerata) |

|                           |           |                |
| Lukaku 19’ Pellegrini 25’ | Marcatori | 76’ Folorunsho |

| Arbitro: | Di Bello (Brindisi) |

|              |           |                                  |
| Kastanos 70’ | Marcatori | 51’ (rig.) Dybala 66’ Pellegrini |

| Arbitro: | Marcenaro (Genova) |

|                                                  |           |  |
| Pellegrini 2’ Dybala 23’, 51’ (rig.) Huijsen 59’ | Marcatori |  |

| Arbitro: | Guida (Torre Annunziata) |

|                                |           |                                                         |
| G. Mancini 28’ El Shaarawy 44’ | Marcatori | 17’ Acerbi 49’ Thuram 56’ (aut.) Angeliño 90+3’ Bastoni |

| Arbitro: | Giua (Olbia) |

|  |           |                                           |
|  | Marcatori | 38’ Huijsen 71’ Azmoun 81’ (rig.) Paredes |

| Arbitro: | Sacchi (Macerata) |

|                             |           |                               |
| Dybala 42’ (rig.), 57’, 69’ | Marcatori | 44’ Zapata 89’ (aut.) Huijsen |

| Arbitro: | Piccinini (Forlì) |

|                |           |                                                         |
| A. Carboni 87’ | Marcatori | 38’ Pellegrini 42’ Lukaku 63’ Dybala 82’ (rig.) Paredes |

| Arbitro: | Massa (Imperia) |

|                            |           |                             |
| Ranieri 18’ Mandragora 69’ | Marcatori | 58’ Aouar 90+5’ D. Llorente |

| Arbitro: | Manganiello (Pinerolo) |

|                |           |  |
| Pellegrini 50’ | Marcatori |  |

| Lecce 1º aprile 2024, ore 18:00 CEST 30ª giornata | Lecce              | 0 – 0 referto | Roma | Stadio Via del mare (29 031 spett.)\| Arbitro: \| Marcenaro (Genova) \| |
| Arbitro:                                          | Marcenaro (Genova) |               |      |                                                                         |

| Arbitro: | Guida (Torre Annunziata) |

|                |           |  |
| G. Mancini 42’ | Marcatori |  |

| Arbitro: | Pairetto (Nichelino) |

|             |           |                            |
| Pereyra 23’ | Marcatori | 64’ Lukaku 90+5’ Cristante |

| Arbitro: | Maresca (Napoli) |

|            |           |                                             |
| Azmoun 56’ | Marcatori | 14’ El Azzouzi 45’ Zirkzee 65’ Saelemaekers |

| Arbitro: | Sozza (Seregno) |

|                                |           |                               |
| Olivera 65’ Osimhen 84’ (rig.) | Marcatori | 59’ (rig.) Dybala 89’ Abraham |

| Arbitro: | Colombo (Como) |

|            |           |            |
| Lukaku 15’ | Marcatori | 31’ Bremer |

| Arbitro: | Guida (Torre Annunziata) |

|                       |           |                       |
| De Ketelaere 18’, 20’ | Marcatori | 66’ (rig.) Pellegrini |

| Arbitro: | Manganiello (Pinerolo) |

|            |           |  |
| Lukaku 79’ | Marcatori |  |

| Arbitro: | Massa (Imperia) |

|                             |           |             |
| Cancellieri 13’ Niang 90+3’ | Marcatori | 45+1’ Aouar |

### Coppa Italia

#### Fase finale
| Arbitro: | Pairetto (Nichelino) |

|                              |           |              |
| Lukaku 77’ Dybala 85’ (rig.) | Marcatori | 37’ Tsadjout |

| Arbitro: | Orsato (Schio) |

|                     |           |  |
| Zaccagni 51’ (rig.) | Marcatori |  |

### UEFA Europa League

#### Fase a gironi
| Arbitro: | Treimanis |

|           |           |                              |
| Tovar 57’ | Marcatori | 45+4’ (aut.) Kiki 65’ Lukaku |

| Arbitro: | Pajač |

|                                            |           |  |
| Lukaku 21’ Belotti 46’, 59’ Pellegrini 52’ | Marcatori |  |

| Arbitro: | Eskås |

|                    |           |  |
| Bove 1’ Lukaku 17’ | Marcatori |  |

| Arbitro: | Letexier |

|                          |           |  |
| Jurečka 50’ Masopust 74’ | Marcatori |  |

| Arbitro: | Stefański |

|           |           |            |
| Bedia 50’ | Marcatori | 21’ Lukaku |

| Arbitro: | Brisard |

|                                      |           |  |
| Lukaku 11’ Belotti 32’ Pisilli 90+3’ | Marcatori |  |

#### Fase a eliminazione diretta
| Arbitro: | Petrescu |

|              |           |            |
| Paixão 45+1’ | Marcatori | 67’ Lukaku |

| Arbitro: | Gil Manzano |

|                                         |                      |                                 |
| Pellegrini 15’                          | Marcatori            | 5’ Giménez                      |
| Paredes Lukaku Cristante Aouar Zalewski | Tiri di rigore 4 – 2 | Ueda Hancko Jahanbakhsh Hartman |

| Arbitro: | Letexier |

|                                                 |           |  |
| Dybala 13’ Lukaku 43’ Mancini 64’ Cristante 68’ | Marcatori |  |

| Arbitro: | Zwayer |

|             |           |  |
| Welbeck 37’ | Marcatori |  |

| Arbitro: | Turpin |

|  |           |             |
|  | Marcatori | 17’ Mancini |

| Arbitro: | Marciniak |

|                        |           |            |
| Mancini 12’ Dybala 22’ | Marcatori | 85’ Gabbia |

| Arbitro: | Letexier |

|  |           |                       |
|  | Marcatori | 28’ Wirtz 73’ Andrich |

| Arbitro: | Makkelie |

|                                   |           |                                |
| Mancini 82’ (aut.) Stanišić 90+7’ | Marcatori | 43’ (rig.), 66’ (rig.) Paredes |

## Statistiche

### Statistiche di squadra
| Competizione  | Punti | In casa | In casa | In casa | In casa | In casa | In casa | In trasferta | In trasferta | In trasferta | In trasferta | In trasferta | In trasferta | Totale | Totale | Totale | Totale | Totale | Totale | DR  |
| Competizione  | Punti | G       | V       | N       | P       | Gf      | Gs      | G            | V            | N            | P            | Gf           | Gs           | G      | V      | N      | P      | Gf     | Gs     | DR  |
| ------------- | ----- | ------- | ------- | ------- | ------- | ------- | ------- | ------------ | ------------ | ------------ | ------------ | ------------ | ------------ | ------ | ------ | ------ | ------ | ------ | ------ | --- |
| Serie A       | 63    | 19      | 12      | 4       | 3       | 38      | 19      | 19           | 6            | 5            | 8            | 27           | 27           | 38     | 18     | 9      | 11     | 65     | 46     | +19 |
| Coppa Italia  | -     | 1       | 1       | 0       | 0       | 2       | 1       | 1            | 0            | 0            | 1            | 0            | 1            | 2      | 1      | 0      | 1      | 2      | 2      | 0   |
| Europa League | 13    | 7       | 5       | 1       | 1       | 16      | 4       | 7            | 2            | 3            | 2            | 7            | 8            | 14     | 7      | 4      | 3      | 23     | 12     | +11 |
| Totale        | -     | 27      | 18      | 5       | 4       | 54      | 24      | 26           | 8            | 8            | 10           | 33           | 34           | 53     | 26     | 13     | 14     | 89     | 58     | +31 |

### Andamento in campionato
| Giornata  | 1 | 2  | 3  | 4  | 5  | 6  | 7  | 8  | 9 | 10 | 11 | 12 | 13 | 14 | 15 | 16 | 17 | 18 | 19 | 20 | 21 | 22 | 23 | 24 | 25 | 26 | 27 | 28 | 29 | 30 | 31 | 32 | 33 | 34 | 35 | 36 | 37 | 38 |
| --------- | - | -- | -- | -- | -- | -- | -- | -- | - | -- | -- | -- | -- | -- | -- | -- | -- | -- | -- | -- | -- | -- | -- | -- | -- | -- | -- | -- | -- | -- | -- | -- | -- | -- | -- | -- | -- | -- |
| Luogo     | C | T  | C  | C  | T  | T  | C  | T  | C | T  | C  | T  | C  | T  | C  | T  | C  | T  | C  | T  | C  | T  | C  | C  | T  | C  | T  | T  | C  | T  | C  | T  | C  | T  | C  | T  | C  | T  |
| Risultato | N | P  | P  | V  | N  | P  | V  | V  | V | P  | V  | N  | V  | V  | N  | P  | V  | P  | N  | P  | V  | V  | V  | P  | V  | V  | V  | N  | V  | N  | V  | V  | P  | N  | N  | P  | V  | P  |
| Posizione | 9 | 13 | 18 | 12 | 13 | 16 | 13 | 10 | 7 | 9  | 7  | 7  | 5  | 4  | 4  | 8  | 6  | 7  | 8  | 9  | 7  | 5  | 5  | 6  | 6  | 6  | 5  | 5  | 5  | 5  | 5  | 5  | 5  | 5  | 5  | 6  | 6  | 6  |

Fonte:  Serie A – Classifica giornata, su transfermarkt.it.
Legenda:

Luogo: C = Casa; T = Trasferta. Risultato: V = Vittoria; N = Pareggio; P = Sconfitta.

### Statistiche dei giocatori
Aggiornata al 26 maggio 2024.
Sono in corsivo i calciatori che hanno lasciato la società a stagione in corso.
| Giocatore      | Serie A  | Serie A | Serie A     | Serie A    | Coppa Italia | Coppa Italia | Coppa Italia | Coppa Italia | Europa League | Europa League | Europa League | Europa League | Totale   | Totale | Totale      | Totale     |
| Giocatore      | Presenze | Reti    | Ammonizioni | Espulsioni | Presenze     | Reti         | Ammonizioni  | Espulsioni   | Presenze      | Reti          | Ammonizioni   | Espulsioni    | Presenze | Reti   | Ammonizioni | Espulsioni |
| -------------- | -------- | ------- | ----------- | ---------- | ------------ | ------------ | ------------ | ------------ | ------------- | ------------- | ------------- | ------------- | -------- | ------ | ----------- | ---------- |
| T. Abraham     | 8        | 1       | 1           | 0          | 0            | 0            | 0            | 0            | 4             | 0             | 0             | 0             | 12       | 1      | 1           | 0          |
| Angeliño       | 16       | 0       | 2           | 0          | 0            | 0            | 0            | 0            | 4             | 0             | 0             | 0             | 20       | 0      | 2           | 0          |
| H. Aouar       | 16       | 4       | 3           | 0          | 0            | 0            | 0            | 0            | 9             | 0             | 0             | 0             | 25       | 4      | 3           | 0          |
| S. Azmoun      | 23       | 3       | 4           | 0          | 2            | 0            | 0            | 1            | 4             | 0             | 0             | 0             | 29       | 3      | 4           | 1          |
| T. Baldanzi    | 13       | 0       | 2           | 0          | 0            | 0            | 0            | 0            | 5             | 0             | 0             | 0             | 18       | 0      | 2           | 0          |
| A. Belotti     | 14       | 3       | 1           | 0          | 2            | 0            | 0            | 0            | 6             | 3             | 1             | 0             | 22       | 6      | 2           | 0          |
| P. Boer        | 0        | 0       | 0           | 0          | 0            | 0            | 0            | 0            | 0             | -0            | 0             | 0             | 0        | 0      | 0           | 0          |
| E. Bove        | 31       | 0       | 2           | 0          | 2            | 0            | 0            | 0            | 12            | 1             | 3             | 0             | 45       | 1      | 5           | 0          |
| Z. Çelik       | 17       | 0       | 1           | 0          | 1            | 0            | 1            | 0            | 11            | 0             | 1             | 1             | 29       | 0      | 3           | 1          |
| L. Cherubini   | 0        | 0       | 0           | 0          | 0            | 0            | 0            | 0            | 1             | 0             | 0             | 0             | 1        | 0      | 0           | 0          |
| J. Costa       | 3        | 0       | 1           | 0          | 0            | 0            | 0            | 0            | 2             | 0             | 0             | 0             | 5        | 0      | 1           | 0          |
| B. Cristante   | 37       | 3       | 8           | 0          | 2            | 0            | 1            | 0            | 13            | 1             | 4             | 0             | 52       | 4      | 13          | 0          |
| F. D'Alessio   | 0        | 0       | 0           | 0          | 0            | 0            | 0            | 0            | 1             | 0             | 0             | 0             | 1        | 0      | 0           | 0          |
| P. Dybala      | 28       | 13      | 3           | 0          | 2            | 1            | 0            | 0            | 9             | 2             | 0             | 0             | 39       | 16     | 3           | 0          |
| S. El Shaarawy | 33       | 3       | 2           | 0          | 2            | 0            | 0            | 0            | 13            | 0             | 0             | 0             | 48       | 3      | 2           | 0          |
| D. Huijsen     | 13       | 2       | 4           | 0          | 1            | 0            | 0            | 0            | 0             | 0             | 0             | 0             | 14       | 2      | 4           | 0          |
| R. Karsdorp    | 18       | 0       | 2           | 0          | 2            | 0            | 1            | 0            | 8             | 0             | 0             | 0             | 28       | 0      | 3           | 0          |
| R. Kristensen  | 29       | 1       | 5           | 0          | 2            | 0            | 0            | 0            | 0             | 0             | 0             | 0             | 31       | 1      | 5           | 0          |
| M. Kumbulla    | 0        | 0       | 0           | 0          | 0            | 0            | 0            | 0            | 0             | 0             | 0             | 0             | 0        | 0      | 0           | 0          |
| D. Llorente    | 29       | 1       | 5           | 0          | 1            | 0            | 1            | 0            | 11            | 0             | 1             | 0             | 41       | 1      | 7           | 0          |
| R. Lukaku      | 32       | 13      | 5           | 1          | 2            | 1            | 0            | 0            | 13            | 7             | 0             | 0             | 47       | 21     | 5           | 1          |
| G. Mancini     | 36       | 4       | 9           | 0          | 1            | 0            | 1            | 1            | 12            | 3             | 2             | 0             | 49       | 7      | 12          | 1          |
| M. Mannini     | 0        | 0       | 0           | 0          | 0            | 0            | 0            | 0            | 1             | 0             | 0             | 0             | 1        | 0      | 0           | 0          |
| E. N'Dicka     | 25       | 0       | 6           | 0          | 0            | 0            | 0            | 0            | 9             | 0             | 5             | 0             | 34       | 0      | 11          | 0          |
| R. Pagano      | 4        | 0       | 0           | 0          | 0            | 0            | 0            | 0            | 3             | 0             | 0             | 0             | 7        | 0      | 0           | 0          |
| L. Paredes     | 34       | 3       | 15          | 1          | 2            | 0            | 1            | 0            | 13            | 2             | 3             | 0             | 49       | 5      | 19          | 1          |
| R. Patricio    | 23       | -27     | 1           | 0          | 1            | -1           | 0            | 0            | 0             | 0             | 0             | 0             | 24       | -28    | 1           | 0          |
| L. Pellegrini  | 29       | 8       | 7           | 0          | 2            | 0            | 0            | 0            | 10            | 2             | 3             | 0             | 41       | 10     | 10          | 0          |
| N. Pisilli     | 1        | 0       | 0           | 0          | 0            | 0            | 0            | 0            | 1             | 1             | 0             | 0             | 2        | 1      | 0           | 0          |
| R. Sanches     | 7        | 1       | 2           | 0          | 0            | 0            | 0            | 0            | 5             | 0             | 0             | 0             | 12       | 1      | 2           | 0          |
| C. Smalling    | 8        | 0       | 0           | 0          | 0            | 0            | 0            | 0            | 4             | 0             | 0             | 0             | 12       | 0      | 0           | 0          |
| O. Solbakken   | 1        | 0       | 0           | 0          | 0            | 0            | 0            | 0            | 0             | 0             | 0             | 0             | 1        | 0      | 0           | 0          |
| L. Spinazzola  | 24       | 1       | 0           | 0          | 2            | 0            | 0            | 0            | 10            | 0             | 3             | 0             | 36       | 1      | 3           | 0          |
| M. Svilar      | 15       | -19     | 1           | 0          | 1            | -1           | 0            | 0            | 14            | -12           | 1             | 0             | 30       | -32    | 2           | 0          |
| N. Zalewski    | 22       | 0       | 3           | 1          | 2            | 0            | 0            | 0            | 9             | 0             | 1             | 0             | 33       | 0      | 4           | 1          |

## Giovanili

### Organigramma
- Responsabile Settore Giovanile: B. Conti

Primavera
- Allenatore: Federico Guidi

#### Giovanili
Under 18
- Allenatore: Tugberk Tanrivermis

Under 17
- Allenatore: Gianluca Falsini

Under 16
- Allenatore: Marco Ciaralli

Under 15
- Allenatore: Mattia Scala

### Piazzamenti

#### Primavera
- Campionato: 2º. Finalista nei play-off
- Coppa Italia: Semifinalista
- Supercoppa italiana: Vincitrice

#### Under-18
- Campionato: 2º

#### Under 17
- Campionato: Vincitrice, Campione d'Italia

#### Under 15
- Campionato: Vincitrice, Campione d'Italia

#### Under 14 Elìte Regionali
- Campionato: Vincitrice. Campione del Lazio